# Potrošač
Potrošač ili konzument je osoba (ili kućanstvo) koje kupuje (konzumira, troši) proizvode i usluge stvorene od gospodarskog (ekonomskog) sustava. Koncept potrošača/konzumenta se može koristiti u različitim varijantama pa značaj i korištenje tog termina može varirati. Kada ekonomisti, biznismeni i marketinški stručnjaci pričaju o potrošačima oni uglavnom govore o osobi bez individualnosti, osobi s određenim potrebama koje potrošnjom zadovoljava. Međutim, danas se sve više i više primjenjuje individualni pristup potrošaču jer u slobodnim tržištima u koje spada i Hrvatska potrošači diktiraju koje i kakve proizvode i usluge trebaju. Potrošači posjeduju sredstva koja će utrošiti na proizvod ili uslugu koja im najviše odgovara cijenom i/ili kvalitetom. Uvriježena definicija konzumenta/potrošača definira i kao individuu koja posjeduje financijska sredstva, mogućnosti, prava na temelju kojih ostvaruje pravo slobodnog odabira usluga i proizvoda.
S obzirom na to da potrošač nije opremljen znanjima, vještinama i gospodarskom snagom kakvu imaju profesionalci i trgovačka društva, razvijeno je pravo zaštite potrošača.

## Organizacije potrošača
Organizacije potrošača su nezavisne organizacije (udruge) koje okupljaju građane u cilju informiranja i pomaganja u ostvarivanju prava potrošača. Na svjetskoj razini djeluje Consumers International koja je ujedno i krovna organizacija potrošača u svijetu. U Hrvatskoj djeluju brojne organizacije potrošača, poznatije su: Društvo Potrošač, Hrvatska udruga za zaštitu potrošača i Društvo za zaštitu prava potrošača "Konzument".
Potrošački aktivizam predstavlja organizirane napore pojedinaca ili grupa koji koriste različite metode ekonomskog i društvenog pritiska kako bi utjecali na ponašanje kompanija i zaštitili prava potrošača. Cilj je postići veću korporativnu odgovornost i transparentnost te poboljšati kvalitetu proizvoda i usluga te sniziti cijene proizvoda u slučaju inflacije. 

## Vanjske poveznice
- Consumers International
- Društvo Potrošač
- Hrvatska udruga za zaštitu potrošača
- Društvo za zaštitu prava potrošača "Konzument"  Arhivirana inačica izvorne stranice od 11. studenoga 2007. (Wayback Machine)